# Chiroderma doriae
Chiroderma doriae е вид бозайник от семейство Phyllostomidae.

## Разпространение
Видът е разпространен в Източна Бразилия, от Пернамбуко до Парана и навътре до Гояс и Мато Гросо до Сул. Среща се също и в източните части на Парагвай.